# Стайлз, Грейди
Грейди Франклин Стайлз-младший (англ. Grady Franklin Stiles Jr; 26 июня 1937, Питтсбург, штат Пенсильвания — 29 ноября 1992, Гибсонтон, штат Флорида) — американский артист уличных цирков и карнавалов, получивший известность благодаря своему врожденному пороку развития кистей и стоп под названием «эктродактилия». Помимо цирковой деятельности, Стайлз получил известность в связи с убийством, которое он совершил в 1978 году. Несмотря на признание вины и обвинительный вердикт, он был осуждён условно с установлением испытательного срока и остался на свободе, так как ни одно из пенитенциарных учреждений США не оказалось готовым для содержания заключённого с такой формой инвалидности. Инцидент не имел аналогов в истории судебной системы США.

## Биография
Грейди Стайлз-младший родился 26 июня 1937 года в городе Питтсбурге, штат Пенсильвания, в семье циркового артиста Грейди Стайлза-старшего. В роду Стайлзов начиная с 1840-х годов на протяжении четырёх поколений из-за генных мутаций рождались дети с редким наследственным генетическим заболеванием — эктродактилией (рачья клешня). Стайлз-младший, как и его отец, также был рожден с этим пороком развития. В начале 1940-х годов его отец работал цирковым артистом в одном из цирков, специализирующемся на демонстрации аномалий развития человеческого тела. По причине порока развития стоп Стайлз освоил технику хождения на руках, благодаря чему развил мышцы плечевого пояса и рук и приобрел исключительные силовые способности, вследствие чего в 1944 году по протекции своего отца впервые вышел на арену цирка под прозвищем «Мальчик-омар» (англ. Lobster Boy).
В 1957 году на одном из представлений Стайлз познакомился с 19-летней Мэри Терезой Херцог, которая в 1958 году стала его женой и родила ему впоследствии 2 дочерей, одна из которых — Кэти — также родилась с эктродактилией. Как и большинство артистов цирка, Стайлз во время отсутствия гастролей проживал вместе с семьей в городе Гилбонгтоне, штат Флорида. Несмотря на известность и высокий материальный доход, вследствие своей инвалидности он был вынужден проживать в социальной изоляции и считался социальным изгоем в округе, что стало причиной эмоциональных и психологических проблем. В середине 1960-х Грейди Стайлз впал в депрессию. Он начал употреблять алкогольные напитки, вследствие чего у него развилась алкогольная зависимость. У него были выявлены признаки психического расстройства. Так, находясь в состоянии аффекта, вызванном алкогольной интоксикацией, Стайлз стал демонстрировать агрессивное поведение по отношению к членам своей семьи.
На протяжении ряда последующих лет он подвергал жену и дочерей физическому и психологическому насилию. После развода с женой в 1973 году Грейди на основании вердикта суда получил право опеки над детьми. Он покинул штат Флориду и вернулся с детьми в Питтсбург, где вскоре женился на Барбаре Люсилл, которая в 1976 году родила ему сына Грейди Стайлза-третьего, который также родился с физическими отклонениями. Бывшая жена Стайлза после развода с ним вышла замуж за его коллегу по цирку Гарри Ньюмана и родила в 1974 году ещё одного сына, Гарри Ньюмана — младшего. В конце 1970-х Стайлз попытался возобновить карьеру циркового артиста в Питтсбурге, но потерпев неудачу, снова начал вести маргинальный образ жизни и подвергать физическим нападкам жену и детей.

## Проблемы с законом
Так как Стайлз придерживался авторитарного стиля воспитания детей и демонстрировал холодное отношение по отношению к ним, в начале 1978 года его 15-летняя дочь Донна, единственная, кто родилась физически здоровой без пороков развития, вступила с ним в социальный конфликт и сбежала из дома. Вскоре она познакомилась с 18-летним Джеком Лэйном, с которым у неё вскоре начались интимные отношения. Узнав об этом, Стайлз потребовал от дочери прекратить отношения с Лэйном, но столкнулся с отказом и оскорблениями в свой адрес, которые нанесли ему психологическую травму. В результате конфликта, с целью изменения семейно-возрастного положения девушки, Лэйн предложил ей выйти за него замуж и избавиться от жесткого контроля отца. За день до бракосочетания, 27 сентября 1978 года, Грейди Стайлз заманил в свой дом Джека Лэйна, где после ссоры в качестве мести за перенесённое унижение застрелил парня двумя выстрелами из пистолета на глазах у своей дочери. В тот же день, через несколько минут он был арестован, и ему было предъявлено обвинение в совершении убийства.

## Суд
На судебном процессе Грейди Стайлз признался в убийстве Джека Лэйна, но заявил, что совершил убийство при превышении пределов допустимой самообороны, в то время как ряд свидетелей обвинения, в том числе дочь Стайлза, заявили о том, что Стайлз неоднократно угрожал Лэйну убийством и причинением тяжкого вреда здоровью, демонстрировал личную неприязнь. На основании этих доказательств 23 февраля 1979 года вердиктом суда присяжных заседателей он был признан виновным в убийстве третьей степени. К тому времени Стайлз находился в тяжёлом физическом состоянии: помимо эктродактилии он страдал эмфиземой лёгких и почечной недостаточностью. Так как Стайлз нуждался в круглосуточном уходе и помощи, а также в серьёзном медикаментозном лечении, в ходе проверки выяснилось, что ни одно из пенитенциарных учреждений не располагает подобными условиями и не имеет возможностей для содержания осуждённых с такой формой инвалидности. Благодаря этому Грейди Стайлз в мае 1979 года получил беспрецедентный в истории США приговор: он был условно осужден с установлением испытательного срока в виде 15 лет, после чего из здания суда был отпущен на свободу.

## Смерть
После суда Стайлзу было разрешено вернуться обратно в штат Флорида. Он развелся со второй женой, вернулся в Гибсонтон. В течение последующих лет Стайлз избавился от алкогольной зависимости, стал сторонником положительных нравственных ценностей, благодаря чему возобновил отношения с первой женой Мэри Терезой, которая также вскоре развелась с Гарри Ньюманом и повторно вышла замуж за Стайлза в 1989 году. В конце 1980-х Грейди Стайлз возобновил карьеру циркового артиста и занялся постановкой собственных цирковых шоу, в целях чего привлек в качестве артистов своих детей и сына своей жены от Гарри Ньюмана — Гарри Ньюмана — младшего.
Тем не менее, начиная с 1990 года он снова возобновил употребление алкогольных напитков, впал в алкогольную зависимость. Так как он не подлежал уголовной ответственности, Грейди, чувствуя свою безнаказанность и ссылаясь на этот факт, снова стал подвергать членов своей семьи агрессии и психологическому насилию. В одном случае он совершил сексуальное надругательство над своей женой, в другом избил свою беременную дочь Кэти, которая впоследствии из-за преждевременных родов родила девочку с пороком развития кистей и стоп. Летом 1992 года Стайлз совершил попытку удушения своей жены, которая оказалась неудачной из-за вмешательства его 16-летнего сына. Будучи в состоянии посттравматического стрессового расстройства, жена Грейди с помощью своего сына Гарри и его одноклассника 18-летнего Кристофера Уайэнта организовала убийство Грейди Стайлза. Получив материальное вознаграждение в размере 1500 долларов, Кристофер Уайэнт вечером 29 ноября 1992 года явился в трейлер Стайлза и застрелил его выстрелом в затылок.
В ходе расследования заговор был раскрыт, вследствие чего все его участники были арестованы. Жена Стайлза настаивала на проявлении снисхождения, ссылаясь на то, что убийство было совершено при превышении необходимых мер при самообороне. Но обвинение смогло доказать, что убийство было предумышленным и планировалось в течение нескольких дней, так как в день убийства Грейди Стайлз не был пьян и не проявлял агрессивного поведения, действия подсудимых не могли быть предприняты для защиты своей жизни в результате нападения. Несмотря на то, что на судебных заседаниях дети Стайлза, его соседи, коллеги и знакомые дали показания в суде в качестве свидетелей защиты о его девиантном поведении и духовной деградации, все обвиняемые были признаны виновными в организации убийства Грейди Стайлза и были приговорены к различным срокам лишения свободы.  Непосредственный исполнитель убийства Кристофер Уаэнт заключил сделку с правосудием: дав показания против своих сообщников, он на основании этого получил снисхождение.
В 1993 году он был признан виновным в убийстве второй степени и получил в качестве наказания 27 лет лишения свободы. Отбыв в заключении 17 лет, Уайэнт был условно-досрочно освобожден в августе 2009 году и вышел на свободу. Мэри Стайлз была признана виновной в организации убийства и 29 августа 1994 года получила в качестве наказания 12 лет лишения свободы. Она вышла на свободу в декабре 2000 года, получив также условно-досрочное освобождение. Её сын Гарри Ньюман также был признан виновным в организации убийства и в сентябре 1994 года получил в качестве наказания пожизненное лишение свободы. Из-за проблем со здоровьем он умер 5 марта 2014 года, находясь в заключении.